# Elección para gobernador de Texas de 1994
La elección para gobernador de Texas de 1994 tuvo lugar el 8 de noviembre. La gobernadora demócrata titular Ann Richards fue derrotada en su intento de reelección por el candidato republicano George W. Bush, hijo del expresidente George H. W. Bush.
Antes de la elección, Richards tenía un alto índice de aprobación debido a la fortaleza de la economía estatal. Sin embargo, la campaña de Bush sobre temas culturales y religiosos resonó en muchos votantes texanos, y la carrera se consideró un fracaso el día de las elecciones.
El día de las elecciones, Bush ganó 188 de los 254 condados del estado, mientras que Richards ganó 66. Las encuestas de salida revelaron que Bush ganó abrumadoramente entre los votantes blancos (69% a 31%) mientras que Richards obtuvo un buen desempeño entre los afroestadounidenses (83% a 15%) e hispanos (75% a 25%). La elección de 1994 marcó la última vez que un demócrata ganó más del 45% de los votos en una elección para gobernador de Texas pero no fue la última elección en la que los demócratas ganaron cargos estatales, como el vicegobernador Bob Bullock, el procurador general Dan Morales, el comisionado de tierras Garry Mauro y el contralor John Sharp ganaron la reelección.

## Primaria republicana
|  | 93.32 % |

|  | 6.68 % |

|  | 100 % |

## Primaria demócrata
|  | 77.79 % |

|  | 22.21 % |

|  | 100 % |

## Resultados
|  | 53.48 % |

|  | 45.88 % |

|  | 0.64 % |

|  | 100 % |

|  | 50.87 % |